# Gulbukig daknis
Gulbukig daknis (Dacnis flaviventer) är en fågel i familjen tangaror inom ordningen tättingar.

## Utseende
Gulbukig daknis är en liten tangara med vass näbb. Hanen är svart på ryggen och lysande gul undertill. I ansiktet syns en svart mask över ögonen. Honan är brun ovan och mattgul under. Båda könen har tydligt röda ögon. Honan liknar andra daknishonor, men urskiljer sig genom det röda ögat och större kontrast mellan ovansida och undersida. 

## Utbredning och systematik
Fågeln förekommer från sydöstra Colombia till södra Venezuela, norra Bolivia och västra Amazonområdet i Brasilien. Den behandlas som monotypisk, det vill säga att den inte delas in i några underarter.

## Levnadssätt
Gulbukig daknis hittas i tropiska låglänta områden. Den ses i uppväxande regnskog, skogsbryn och liknande öppna skogsmiljöer. Där födosöker den i trädtaket, enstaka eller i par och ofta som en del av kringvandrande artblandade flockar.

## Status och hot
Arten har ett stort utbredningsområde, men tros minska i antal, dock inte tillräckligt kraftigt för att den ska betraktas som hotad. Internationella naturvårdsunionen IUCN listar arten som livskraftig (LC).